# 谢默斯·希尼
谢默斯·希尼（英語：Seamus Heaney，1939年4月13日—2013年8月30日），爱尔兰作家、诗人。1995年因其诗作“具有抒情诗般的美和伦理深度，使日常生活中的奇迹和活生生的往事得以升华”而获诺贝尔文学奖。在1960年代初，在他从贝尔法斯特女王大学毕业后，他成为了那里的的讲师并开始出版诗作。 他晚年住在都柏林的赫伯特山。2013年8月30日逝世。
希尼在1981年到1997年担任哈佛大学的教授并在1988年到2006年担任驻校诗人。 在1989年到1994年间，他也是牛津大学的诗歌教授并在1996年获得法兰西艺术与文学勋章。他还得到过其他奖比如杰弗里费伯纪念奖（1968），E.M.福斯特奖（1975）等。他的文学作品都在爱尔兰国家图书馆保存。

## 早年生活
希尼出生于1939年4月13日，在一个莫斯浜的农村家庭。他是全家九个孩子的老大。1953年，他的家族移居到几英里外的Bellaghy。他的爸爸帕特里克希尼是一个农民。希尼获得奖学金进入德里的寄宿制学校圣哥伦布学院后，结识了比他高两级的约翰·休姆（北爱尔兰和平运动的领导人，并获得1998年的诺贝尔和平奖）。

## 作品在台灣的出版
- 陳黎、張芬齡/譯，《四個英語現代詩人：拉金、休斯、普拉絲、奚尼》，花蓮縣文化局，2005年。

## 作家及其作品在台灣的研究
- 戴錦洲/撰，〈從景象, 字象, 到心象的探索 : 俠莫斯.黑泥的認同追求〉(Exploring from landscape, wordscape, to mindscape : Seamus Heaney's quest for identities)，國立台灣師範大學英研究所，1996年。
- Kao Chia-Hsuan 〈翻譯和神話詩學:黑倪的愛爾蘭朝聖之旅〉(Translation and mythopoetics: seamus heaney's irish pilgrimage)，淡江大學英文學系，2005年。
- 吳潛誠/著，《島嶼巡航：黑倪和台灣作家的介入詩學》，立緒出版，1999年。